# Епархия Комодоро-Ривадавии
Епархия Комодоро-Ривадавии (лат. Dioecesis Rivadaviae) — епархия Римско-Католической церкви с центром в городе Комодоро-Ривадавия, Аргентина. Епархия Комодоро-Ривадавии входит в митрополию Баия-Бланки. Кафедральным собором епархии Комодоро-Ривадавии является церковь святого Иоанна Боско.

## История

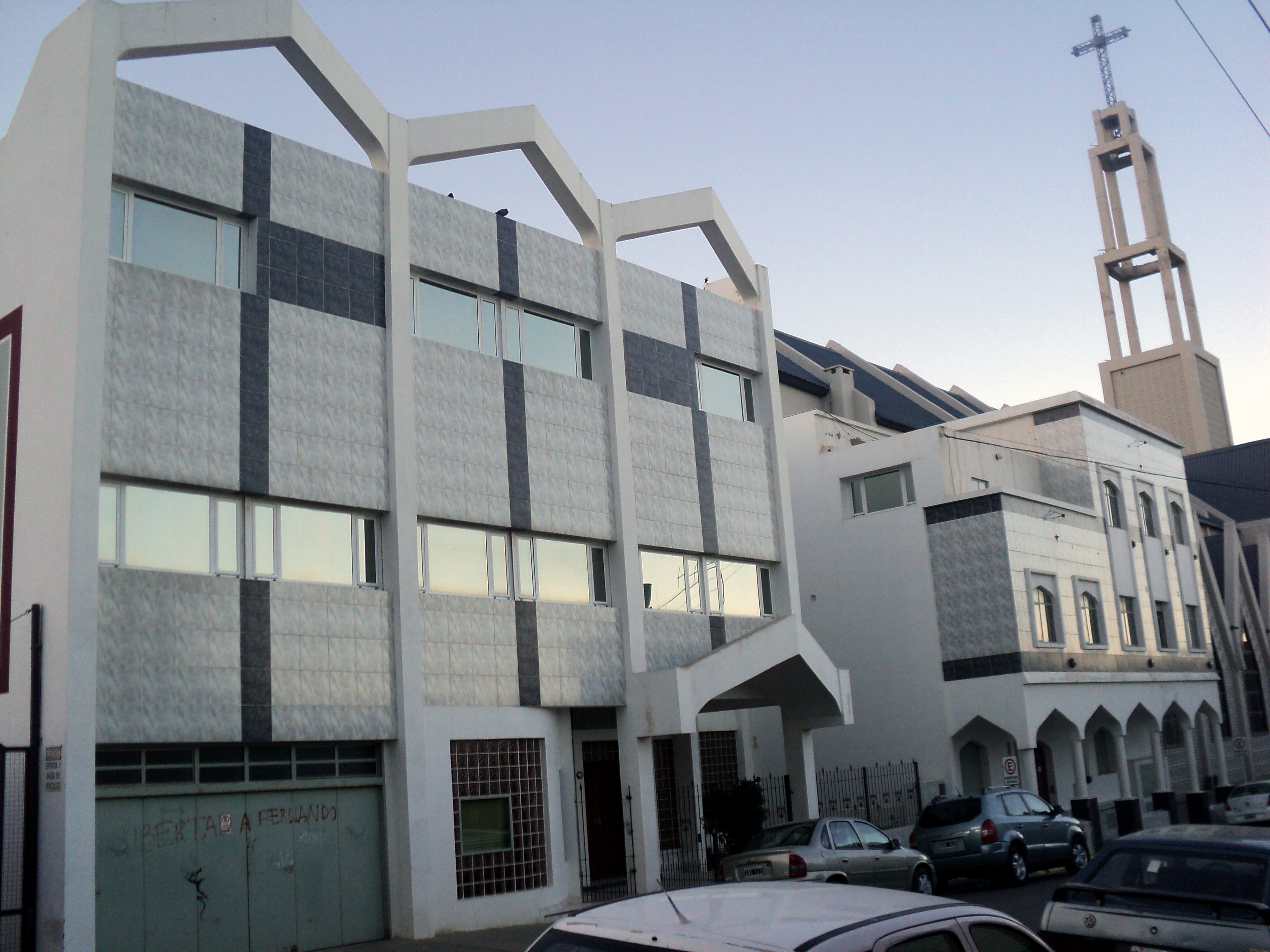
Современный епископский дворец в Комодоро-Ривадавия.

11 февраля 1957 года Папа Римский Пий XII выпустил буллу «Quandoquidem adoranda», которой учредил епархию Комодоро-Ривадавии, выделив её из епархии Вьедмы.
10 апреля 1961 года и 14 марта 2009 года епархия Комодоро-Ривадавии уступила часть своей территории для образования соответственно епархии Рио-Гальегоса и территориальной прелатуры Эскеля.

## Ординарии епархии
- епископ Carlos Mariano Pérez Eslava, S.D.B.[1] (13.03.1957 — 26.12.1963), назначен архиепископом Сальты;
- епископ Eugenio Santiago Peyrou, S.D.B. (24.06.1964 — 19.02.1974);
- епископ Argimiro Daniel Moure Piñeiro, S.D.B. (5.04.1975 — 8.09.1992);
- епископ Pedro Luis Ronchino, S.D.B. (30.01.1993 — 19.02.2005);
- епископ Virginio Domingo Bressanelli, S.C.I. (19.02.2005 - 10.02.2010), назначен вспомогательным епископом Неукена;
- епископ Joaquín Gimeno Lahoz (с 15 июля 2010 года).